# Zahnverfärbung
Zahnverfärbungen können in äußere Zahnverfärbungen und innere Zahnverfärbungen unterschieden werden.
Äußere Verfärbungen der Zähne werden durch Verfärbungen der Zahnbeläge (Plaque, Zahnstein) durch Farbstoffe aus Nahrungs- und Genussmitteln, Getränken (darunter Fruchtsäfte, Kaffee, Schwarztee, Rotwein) und Tabakrauch verursacht. Sie sind durch Zahnreinigung gut entfernbar.
Innere Zahnverfärbungen entstehen durch das Eindringen von färbenden Stoffen. Zu den Lösungsansätzen gehört die Zahnaufhellung.

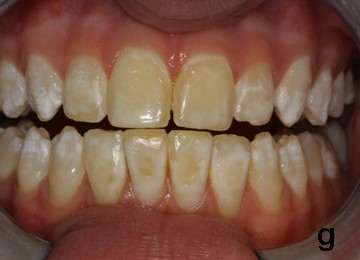
Zahnverfärbungen

Zu den weiteren Ursachen zählen unter anderem Medikamente insbesondere während der Odontogenese. Dokumentiert sind Verfärbungen für:
- Tetracycline
- Phenoxymethylpenicillin
- Kombinationsarzneimittel Amoxicillin/Clavulansäure
- Kombinationsarzneimittel Trimethoprim/Sulfamethoxazol
- Erythromycin
- Metronidazol
- Cefaclor

Ein weiterer Grund kann eine Hyperfluorose sein.
Sulfidbildende Bakterien können Verfärbungen verursachen.
Auch Verletzungen oder das Absterben des Zahnmarks führen zur Verfärbung (Einblutungen, Frontzahntrauma). Des Weiteren führt die Abnutzung des Zahnschmelzes im Alter dazu, dass das wesentlich dunklere Zahnbein gelblich durchschimmert.